# Szalay Isti
Szalay István vagy becenevén Szalay Isti magyar videoblogger és vágó, a magyar YouTube egyik meghatározó alakja, aki az elmúlt években szórakoztató és könnyed tartalmaival tett szert komoly népszerűségre. YouTube-csatornáján, amely több mint 360 ezer feliratkozót számlál, főként vlogokat és kóstolós tartalmakat, régebben pedig kihívásvideókat és paródiákat osztott meg. Videóinak stílusa laza, közvetlen, őszinte és egyéni humorérzéke miatt ér el a mai napig sok embert. Csatornáján már több mint 80 millió megtekintést gyűjtött össze, rendszeresen frissíti tartalmait.
Isti különlegessége abban rejlik, hogy rendkívül konfliktuskerülő és pozitív személyiségként ismert. Egy interjúban elmondta, hogy számára fontos a békés légkör megteremtése, és ezt a szemléletet videóiban is tükrözi. Nemcsak YouTube-on, hanem más közösségi platformokon, például Instagramon is aktív, így a közönségével való kapcsolattartás széleskörű.
Tartalmai közül több népszerű sorozatot is kiemelhetünk, amelyek különleges helyet foglalnak el rajongói körében. A Vezetős vlog sorozatában személyes élményeit, illetve gondolatait osztja meg, humorral fűszerezve a mindennapok történéseit. A Snack kóstolás videókban különféle nemzetközi ételeket és édességeket próbál ki, legtöbbször Csenki Patrik (Unfield) és Paplovag jelenlétében. A Reakció videók kategóriában más videókra, mémekre vagy furcsa internetes tartalmakra reagál, amelyeket sajátos stílusában kommentál. Régebbi sorozata volt az RH Racing, ahol Csenki Patrikkal és Nagy Imrével versenyautót építettek, azt pedig 24-órás versenyekre pályázták.